# Команчі (округ, Оклахома)
Шаблон:StateAbbr_ 34°40′ пн. ш. 98°28′ зх. д. / 34.66° пн. ш. 98.46° зх. д.
Округ  Команчі (англ. Comanche County) — округ (графство) у штаті  Оклахома, США. Ідентифікатор округу 40031.

## Історія
Округ утворений 1901 року.

## Демографія
За даними перепису 
2000 року 
загальне населення округу становило 114996 осіб, зокрема міського населення було 89556, а сільського — 25440.
Серед мешканців округу чоловіків було 59625, а жінок — 55371. В окрузі було 39808 домогосподарств, 28858 родин, які мешкали в 45416 будинках.
Середній розмір родини становив 3,1.
Віковий розподіл населення поданий у таблиці:
| Стать    | До 15 років | 15-21 | 22-29 | 30-39 | 40-49 | 50-65 | 65-85 | Понад 85 |
| -------- | ----------- | ----- | ----- | ----- | ----- | ----- | ----- | -------- |
| Чоловіки | 13588       | 8947  | 8962  | 9291  | 7644  | 6603  | 4248  | 342      |
| Жінки    | 13037       | 6186  | 6635  | 8244  | 7537  | 7102  | 5759  | 871      |

## Суміжні округи
- Каддо — північ
- Грейді — північний схід
- Стівенс — південний схід
- Коттон — південь
- Тіллман — південний захід
- Кайова — північний захід

## Виноски
1. ↑  U.S. Decennial Census. United States Census Bureau. Архів оригіналу за 12 квітня 2013. Процитовано 19 лютого 2015.
2. ↑  Historical Census Browser. University of Virginia Library. Архів оригіналу за 11 Серпня 2012. Процитовано 19 лютого 2015.
3. ↑  Forstall, Richard L., ред. (27 березня 1995). Population of Counties by Decennial Census: 1900 to 1990. United States Census Bureau. Архів оригіналу за 19 Лютого 2015. Процитовано 19 лютого 2015.
4. ↑  Census 2000 PHC-T-4. Ranking Tables for Counties: 1990 and 2000 (PDF). United States Census Bureau. 2 квітня 2001. Архів оригіналу (PDF) за 18 Грудня 2014. Процитовано 19 лютого 2015.
5. ↑  State & County QuickFacts. United States Census Bureau. Архів оригіналу за 6 серпня 2011. Процитовано 8 листопада 2013.(англ.) Наведено за англійською вікіпедією.
6. ↑  American FactFinder. Бюро перепису населення США. Архів оригіналу за 29 липня 2011. Процитовано 31 січня 2008.

| США | Це незавершена стаття з географії США. Ви можете допомогти проєкту, виправивши або дописавши її. |